# The Don Killuminati: The 7 Day Theory
A The Don Killumati: The 7 Day Theory Tupac Shakur Makaveli néven megjelent albuma volt. 

## Története
Ez volt az egyetlen, 2Pac halála után kiadott album, melyet az előadó még élete folyamán rakott össze, és amit viszonylag 'érintetlenül' adtak ki. A lemezt 2Pac a hírek szerint hét nap alatt vette fel. A 7 Day Theory talán a valaha legnagyobb számban eladott raplemez (28 millió eladott példány világszerte).
Érdekesség, hogy 2Pac ezt a kiadványt undergroundban, azaz reklám és bárminemű felhajtás nélkül kívánta kiadni, ám sajnos halála miatt a Death Row Records kénytelen volt változtatni ezen.

## Számok
1. Bomb First (My Second Reply) – 4:57
2. Hail Mary – 5:09
3. Toss It Up – 5:06
4. To Live and Die in L.A. – 4:33
5. Blasphemy – 4:38
6. Life of an Outlaw – 4:54
7. Just Like Daddy – 5:07
8. Krazy – 5:15
9. White Man'z World – 5:38
10. Me and My Girlfriend – 5:08
11. Hold Ya Head – 3:58
12. Against All Odds – 4:26